# Syrphoctonus striator
Syrphoctonus striator är en stekelart som beskrevs av Diller 1984. Syrphoctonus striator ingår i släktet Syrphoctonus och familjen brokparasitsteklar. Inga underarter finns listade i Catalogue of Life.